# La Cruz Football Club
El La Cruz Football Club fue un club de fútbol de Chile, con sede en la ciudad de Valparaíso. Fundado el 9 de mayo de 1897, La Cruz se inscribió en la Football Association of Chile, en donde se coronó como campeón de la Liga Valparaíso en nueve ocasiones. Además fue uno de los fundadores de la Asociación Porteña de Fútbol Profesional, título que conquistó en 1940.

## Historia

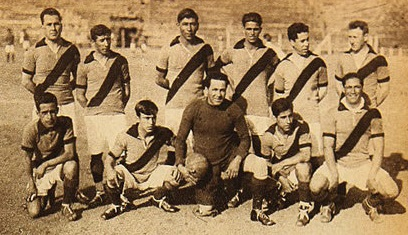
Formación de La Cruz en 1925.

En los años en que el fútbol recién se introducía en el país, un grupo de muchachos se reunía diariamente en el cerro La Cruz de la ciudad de Valparaíso para practicar y disputar diversos encuentros deportivos. Los más entusiastas del grupo se reunieron el 9 de mayo de 1897 en casa de Liborio Palma para fundar el «La Cruz Football Club».
Los registros más antiguos de La Cruz se encuentran en su participación como entidad fundadora, junto a los clubes Liceo Wanderers, Cordillera y Santiago, en la denominada Liga Antialcohólica, organización fundada en junio de 1899, que a través de la difusión de la actividad deportiva pretendía combatir el fuerte problema de alcoholismo que afectaba a Valparaíso —y al país en general— durante esos años.
En mayo de 1902 el primer equipo se inscribió en la Football Association of Chile, siendo en 1909 el año de su primer título, logrando coronarse en la Copa Sporting. Posteriormente conquistó en varias temporadas el título de la Liga Valparaíso, convirtiéndose en conjunto con Santiago Wanderers los más poderosos equipos de la ciudad, y serios oponentes a los clubes formados por ingleses Badminton y Valparaíso.
En 1940 fue uno de los fundadores de la Asociación Porteña de Fútbol Profesional, en donde consiguió el título de la temporada inaugural. En 1949 La Cruz formó parte de la División de Honor Amateur (DIVHA), y en 1954 pasó a integrar la Segunda División, permaneciendo solo esa temporada tras descender luego de ocupar la última posición.

## Uniforme
Su uniforme consistía en una camiseta amarilla con franja diagonal negra, pantalón blanco y medias negras.
| 1906-09 | 1923 |

## Palmarés

### Torneos regionales
- Asociación Porteña de Fútbol Profesional (1): 1940.[5]

### Torneos locales
- Liga de Valparaíso (9): 1914, 1916, 1918, 1922, 1923, 1924, 1925, 1929, 1930.[1]
- Copa Sporting (3): 1909,[6] 1917,[7] 1923.[8]
- Copa de Honor La Cruz - Santiago Wanderers (1): 1924.[9]